# Кома (фильм, 2022)
«Кома» (фр. Coma) — художественный фильм французского режиссёра Бертрана Бонелло, премьера которого состоялась в феврале 2022 года на 72-м Берлинском кинофестивале. Главные роли в картине сыграли Жюли Фор, Летиция Каста, Гаспар Ульель, Венсан Лакост, Луи Гаррель, Анаис Демустье. «Кома» получила высокие оценки критиков.

## Сюжет
Главная героиня фильма — 18-летняя девушка, которой приходится отложить расставание с родительским домом из-за пандемии коронавируса. Она сидит в своей комнате, ограничив общение социальными сетями, и в какой-то момент подписывается на блогера по имени Патриша Кома, которая рекламирует своё изобретение, устройство под названием «Разоблачитель». Этот опыт заставляет девушку усомниться в свободе собственной воли.

## В ролях
- Жюли Фор — Патрисия Кома
- Летиция Каста
- Гаспар Ульель — Скотт
- Венсан Лакост — Николя
- Луи Гаррель — доктор Баллард
- Анаис Демустье — Эшли

## Релиз и оценки
Премьерный показ фильма состоялся в феврале 2022 года на 72-м Берлинском кинофестивале. 16 ноября того же года «Кома» вышла во французский театральный прокат, 22 марта 2023 года появилась на DVD.
Критики характеризуют «Кому» как «самый личный» фильм Бонелло. На сайте-агрегаторе отзывов Rotten Tomatoes её рейтинг составил 80 % при средней оценке 7,1 из 10. Фабьен Лемерсье из Cineuropa написал о фильме: «Это невидимая, поэтическая, философско-хаотическая карта…, захватывающий опыт самоцентрирования между жизнью и смертью, фрагментарное эссе о переменах, косвенный портрет страданий молодого поколения, загадочная рассылка закодированных сообщений». Рафаэла Сэйлс Росс из The Playlist заявила, что «на перенасыщенном рынке фильмов на тему пандемии „Кома“ — это безумное чудо, напоминающее о том, что в умелых руках нет такой вещи, как неподъёмная тема». Седрик Сукчивалли из Международного общества киноманов (International Cinephile Society) высоко оценил игру Джулии Фор (она, по его словам, «привносит теплоту и чувственность в эмоциональные американские горки сюжета») и Гаспара Ульеля, «чей ровный голос не может не разбивать наши сердца».
По мнению Зинаиды Пронченко, картина грешит «типично французской патетикой». Андрей Плахов назвал «Кому» «слабым» фильмом.